# Tomás Zamora Rodríguez
Tomás Zamora Rodríguez es jurista y profesor universitario español. Profesor de Derecho Constitucional de la Universidad Complutense de Madrid, es académico correspondiente de la Real de Jurisprudencia.

## Biografía
Nacido en Almería en 1936, es licenciado y doctor en Derecho por la Universidad Central de Madrid. Es también diplomado en Administración Pública por el Instituto de Estudios Políticos y en Técnicas de la Administración por la Escuela Nacional de Administración Pública.

## Trayectoria
Profesor Adjunto de Universidad desde 1960, fue también letrado del Banco de Crédito a la Construcción. Ha sido profesor del Centro de Estudios Universitarios (CEU) y del Colegio Universitario Luis Vives. Fue director de la Editora Nacional entre 1975 y 1978.

## Distinciones
Entre otras distinciones, en diciembre de 1977 fue elegido correspondiente de la Real Academia de Jurisprudencia española. En 2013, recibió la Gran Cruz de la Orden de San Raimundo de Peñafort.

## Obras
- Constitucionalismo histórico de España, en colaboración con Íñigo Cavero Lataillade. Madrid, Universitas, 1995.[7]
- Introducción al derecho constitucional, en colaboración con Íñigo Cavero Lataillade. Madrid, Universitas, 1995.[8]
- Los sistemas políticos, en colaboración con Íñigo Cavero Lataillade. Madrid, Universitas, 1996.[9]
- Historia político-constitucional de España, en colaboración con Francisco Marhuenda. Madrid, Universitas, 2015. ISBN 9788479914486.[10]